# 본 투 플라이
본 투 플라이(長空之王, 장공지왕, Born to Fly)는 중국에서 제작된 류효세 감독의 2023년 액션, 드라마 영화이다. 왕이보 등이 출연하였다.
중국 인민해방군 공군의 수십 년간 현대화 과정을 배경으로 한 2023년 중국 군사 영화이다. 이 영화는 2023년 4월 28일 중국에서 개봉되었으며 전 세계적으로 1억 2,100만 달러를 벌어들였다.

## 출연

### 주연
- 이보 : 레이 역
- 후준 : 장팅 역
- 위스 : 081번 역
- 주동우

### 조연
- 복옥
- 적우가
- 왕자신
- 노흠
- 곡철명
- 티엔 주앙주앙
- 정효녕
- 조자기
- 왕경상

## 등장기체
- Su-30
- J-20
- J-10
- J-11
- KJ-2000
- F-35C